# The Great Yokai War
The Great Yokai War (妖怪大戦争?, Yōkai daisensō, lett. "La grande guerra degli yōkai") è un film del 2005, diretto da Takashi Miike. Il film è uscito in Giappone il 6 agosto 2005 ed è stato presentato fuori concorso al Festival del cinema di Venezia il 5 settembre 2005.
Il film utilizza il titolo dell'omonimo film del 1968, distribuito dalla ADV Films.
L'unico tema comune in entrambi i film, è la guerra degli yōkai: il primo film utilizzava la figura di un demone babilonese in viaggio verso il Giappone per punire le popolazioni indigene; nel lungometraggio moderno vengono utilizzate figure di rigetto per punire la popolazione.
Il film del 1968 utilizzò la tecnica visiva nipponica del Tokusatsu, mentre nel film del 2005 è stata utilizzata soprattutto la grafica computerizzata, oltre ai pupazzi animatronici e alla tecnica stop-motion.

## Trama
Un ragazzo si trasferisce in un paesino dopo il divorzio dei genitori; durante una festa locale, il ragazzo sceglie il Kirin come protettore.
Ben presto si viene a scoprire che il Kirin sta mettendo in atto una feroce guerra contro gli umani e le popolazioni locali.

## Premi e accoglienza
Il film venne presentato al Festival del cinema di Venezia il 5 settembre 2005, dove ottenne un mediocre riscontro dalla critica.
Successivamente, la pellicola venne mostrata al Toronto Film Festival il 15 settembre 2005, dove il film venne giudicato "una pellicola bizzarra, in cui gli uomini si scontrano contro il sovrannaturale".
Il film fu oggetto di varie anteprime nazionali in molti paesi, quali gli Stati Uniti, la Germania e la Francia.
Allo Yokohama Film Festival svoltosi nel 2006, il film si aggiudicò la categoria "Miglior fotografia". Nello stesso anno, Ryūnosuke Kamiki ottenne una nomination come "Miglior attore" per il suo ruolo nel film.